# Siborna (Panei)
Siborna is een bestuurslaag in het regentschap Simalungun van de provincie Noord-Sumatra, Indonesië. Siborna telt 2642 inwoners (volkstelling 2010).